# ليا باولو
ليا باولو مواليد 15 أبريل 1975، هي لاعبة كرة يد أنغولية. مثلت منتخب أنغولا لكرة اليد للسيدات. شاركت في دورة الألعاب الأولمبية الصيفية سنة 1996.

## روابط خارجية
- ليا باولو على موقع اللجنة الأولمبية الدولية (الإنجليزية)
- ليا باولو على موقع أوليمبيديا (الإنجليزية)